# Eduardo Santos (strzelec)
Eduardo Santos (ur. 29 czerwca 1899, zm. ?) – portugalski strzelec, olimpijczyk.
Wystąpił na Letnich Igrzyskach Olimpijskich 1936 w jednej konkurencji, którą był karabin małokalibrowy leżąc z 50 m. Zajął w niej 15. pozycję ex aequo z siedmioma innymi strzelcami (startowało 66 zawodników).

## Wyniki

### Igrzyska olimpijskie
| Igrzyska    | Konkurencja                       | Wynik    | Miejsce | Źródło |
| ----------- | --------------------------------- | -------- | ------- | ------ |
| Berlin 1936 | Karabin małokalibrowy leżąc, 50 m | 293 pkt. | 15      | [ 1 ]  |